# Agarwalencyrtus citri
Agarwalencyrtus citri är en stekelart som först beskrevs av Agarwal 1965.  Agarwalencyrtus citri ingår i släktet Agarwalencyrtus och familjen sköldlussteklar. Inga underarter finns listade i Catalogue of Life.